# 皮克罗米尼宫
43°04′35.65″N 11°40′43.78″E / 43.0765694°N 11.6788278°E

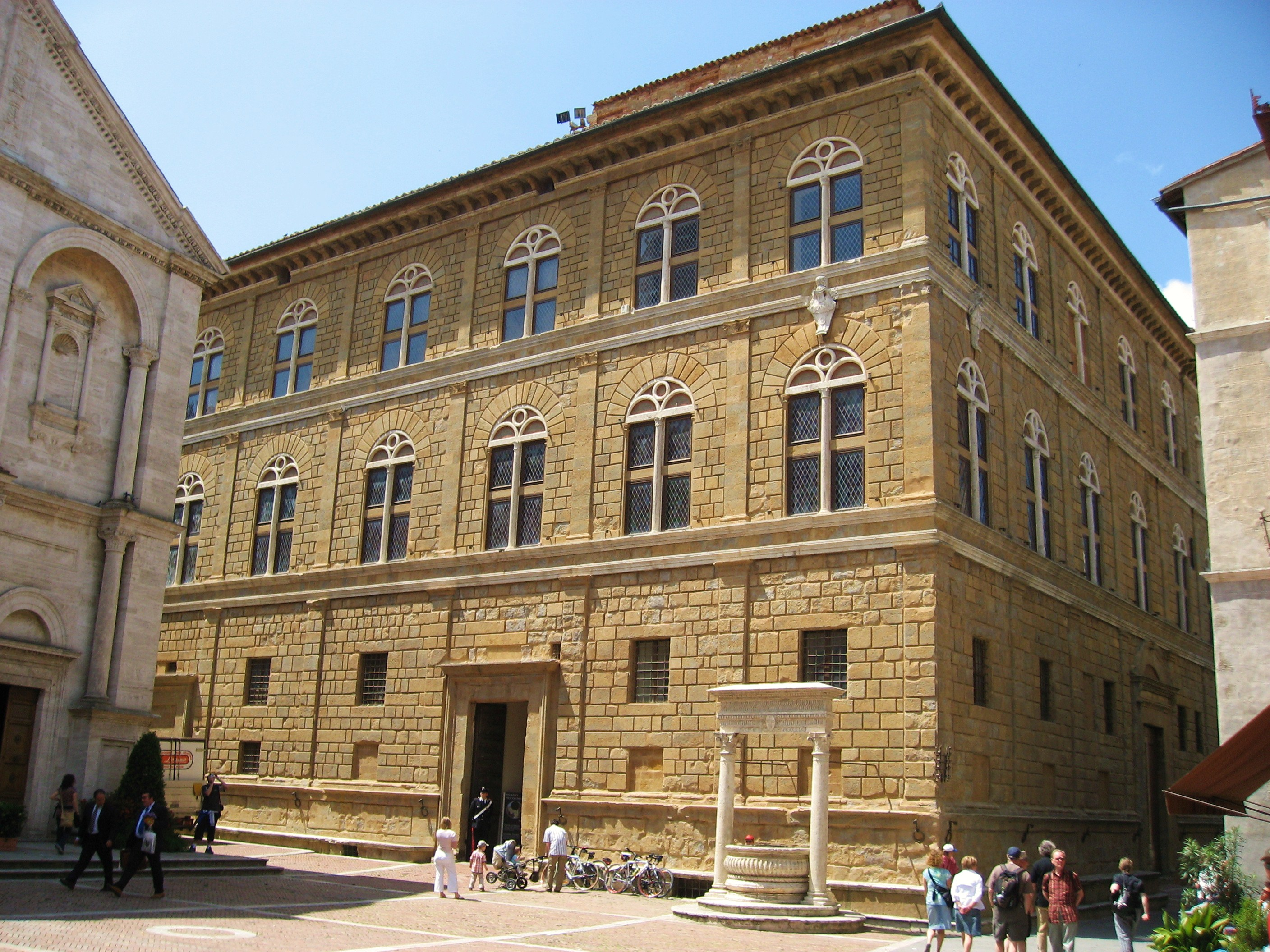
皮克罗米尼宫

皮克罗米尼宫（Palazzo Piccolomini）是一座历史建筑，位于意大利中部皮恩扎中心的庇护二世广场，毗邻皮恩扎主教座堂。

## 历史
该建筑由教宗庇护二世即恩尼亚·皮克罗米尼，委托建筑师贝尔纳多·罗塞利诺设计于十五世纪下半叶，属于重建皮恩扎为理想城（città ideale）项目的一部分。这座宫殿是文艺复兴建筑的早期实例之一，其灵感来自他老师莱昂·巴蒂斯塔·阿尔伯蒂的作品：佛罗伦萨的鲁切拉宫。

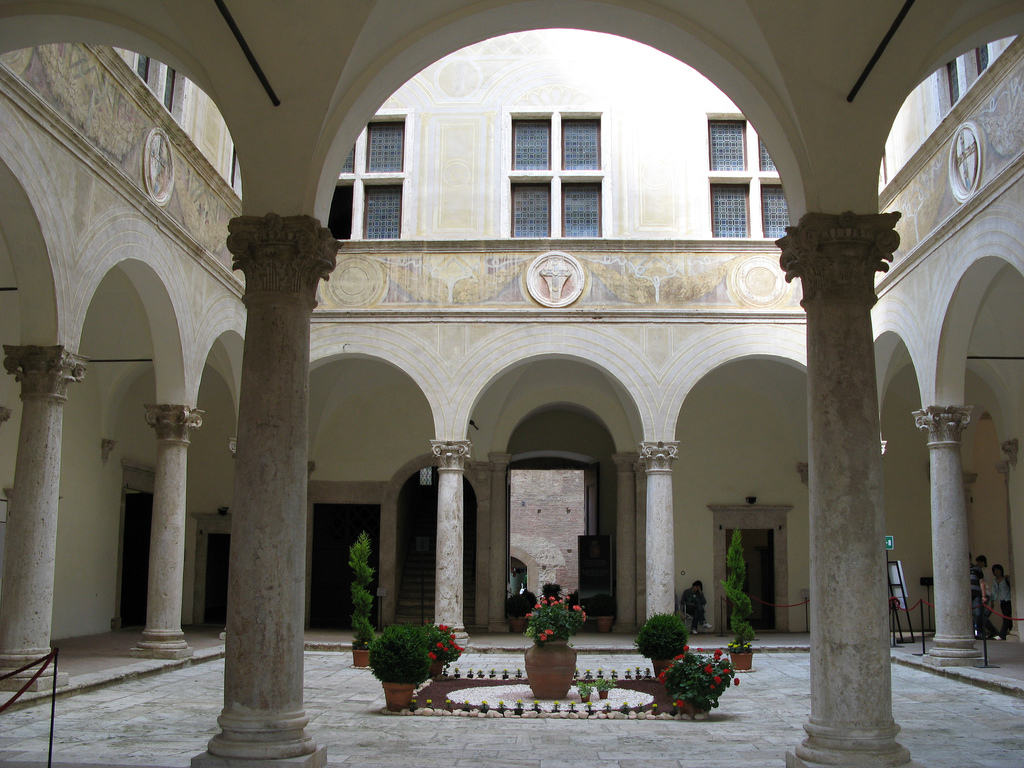
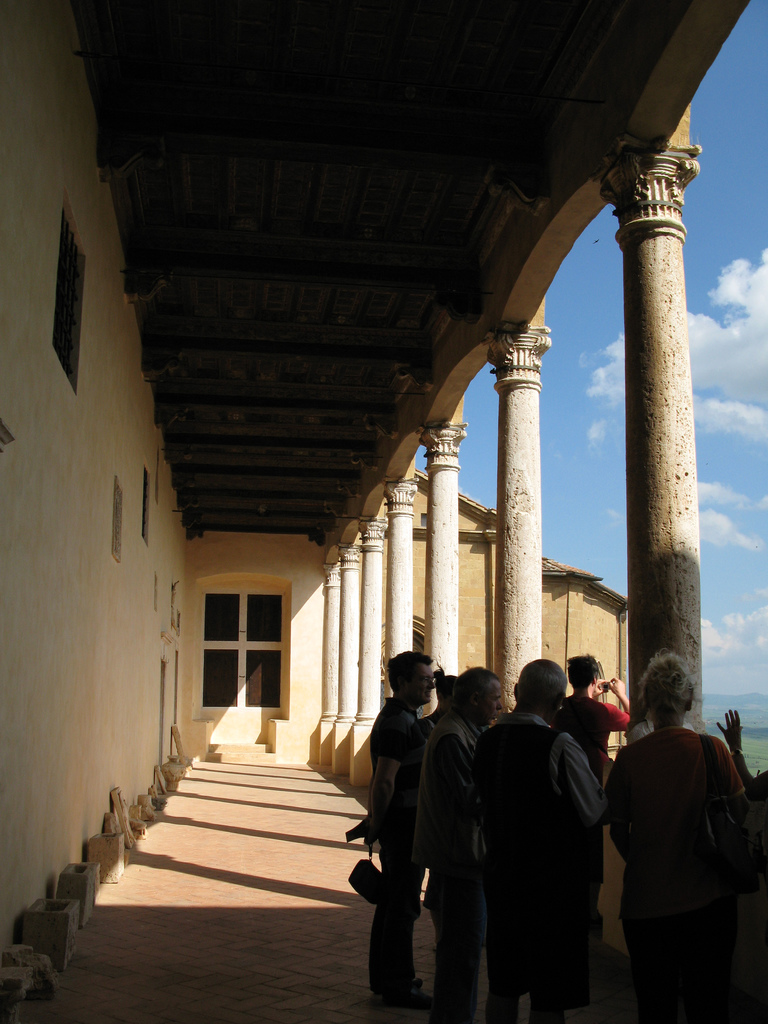
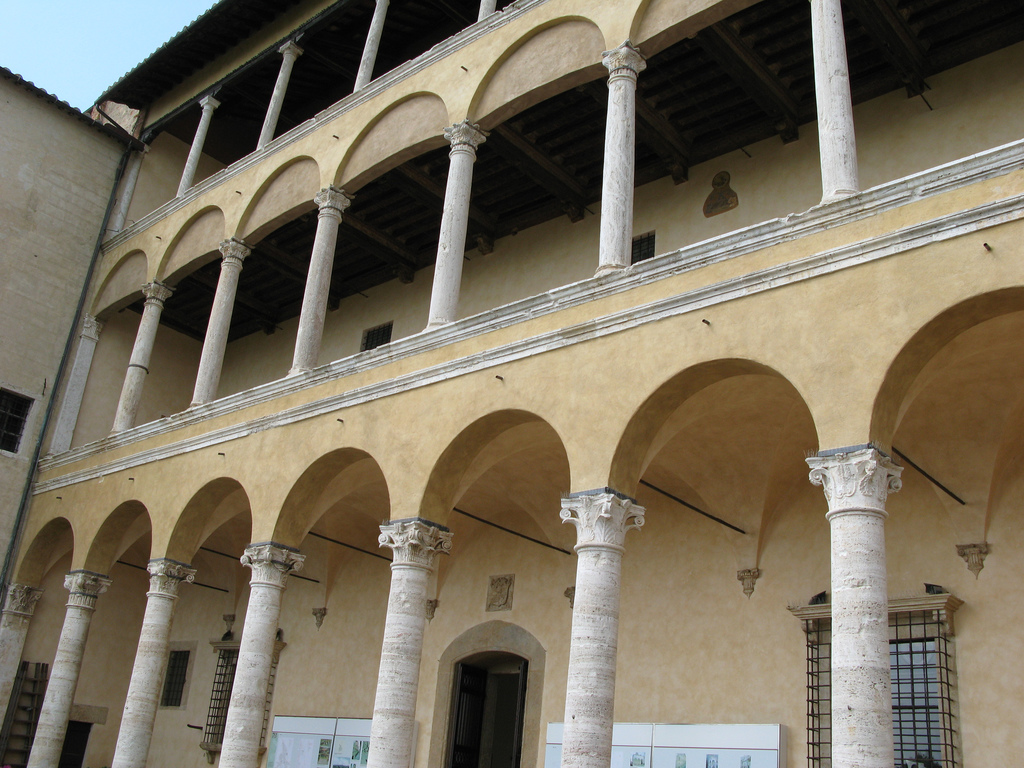
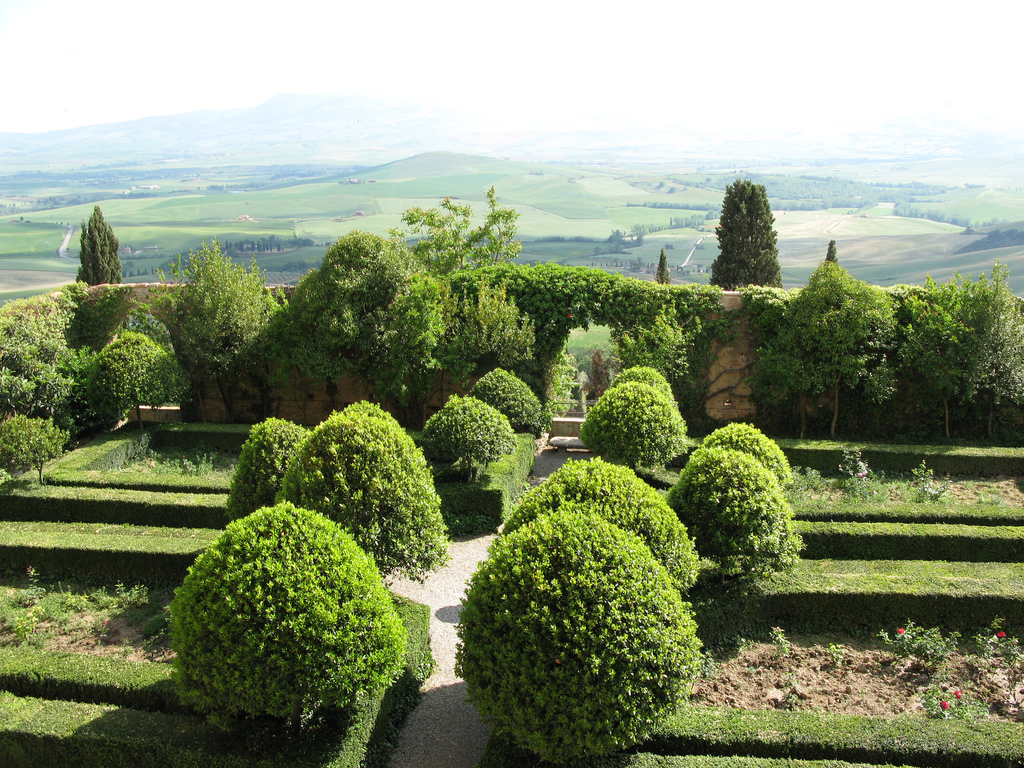